# Pro League 2019-2020
La Jupiler Pro League 2019-2020 è stata la 117ª stagione della massima serie del campionato belga di calcio, sponsorizzata dalla Jupiler per il 26º anno consecutivo. La stagione, iniziata il 26 luglio 2019, è stata conclusa anticipatamente il 15 maggio 2020 a causa dell'emergenza dovuta alla pandemia di COVID-19 in Belgio. Non si è proceduto alla disputa dei play-off per l'assegnazione del titolo e il Club Bruges è stato dichiarato campione per la sedicesima volta nella sua storia.

## Stagione

### Novità
Il Malines, campione della Division 1B, è stato promosso, andando a sostituire il Lokeren retrocesso. Tuttavia, nell'ambito dello scandalo delle frodi calcistiche belghe 2017-2019, il Malines è stato giudicato colpevole di partite truccate alla fine della stagione 2017-18, con conseguente retrocessione del club nella Division 1B e il Beerschot VA, secondo classificato, è stato promosso al posto del Mechelen; ma la società ha impugnato la decisione con la corte arbitrale belga per lo sport, la quale ha confermato che il Mechelen era effettivamente colpevole di partite truccate, ma che, secondo le regole della Federazione calcistica del Belgio, la retrocessione non sarebbe più stata una possibile penalità perché la presunta partita truccata è avvenuta più di una stagione fa. Al Mechelen è stato quindi permesso di giocare nella prima divisione belga, ma è stato bandito dalla partecipazione alla UEFA Europa League e alla Coppa del Belgio per una stagione.

### Formula
Questo campionato vede sfidarsi i sedici migliori club del Belgio in una serie di trenta partite giocate durante il campionato, poi dieci partite durante i playoff. Al termine della fase "classica" del campionato, le sedici squadre sono divise in due livelli di play-off in base alla loro classifica. Le prime sei sono raggruppate nel girone "Play-off 1" e i loro punti vengono dimezzati. Si incontrano di nuovo due volte (in casa e trasferta), la prima alla fine di questo mini-campionato vincerà il campionato. Invece le squadre classificate dal settimo al quindicesimo posto si uniranno con le squadre che si saranno piazzate dal secondo al quarto posto nella Division 1B, e divise a loro volta in due gironi chiamati "Play-off 2" ed i loro punti riportati a zero. Le squadre si incontrano due volte (una volta in casa e una in trasferta), le due vincitrici dei gironi poi accederanno alla finale del "Play-off 2" la cui vincitrice sfiderà la quarta classificata del "Play-off 1": la vincitrice guadagnerà un posto in Europa League. I club di seconda divisione non potranno partecipare a questa finale. L'ultima classificata retrocede direttamente in Division 1B.

## Squadre partecipanti
| Club             | Città        | Stadio                         | Stagione precedente     |
| ---------------- | ------------ | ------------------------------ | ----------------------- |
| Anderlecht       | Anderlecht   | Stadio Constant Vanden Stock   | 6º posto in Pro League  |
| Anversa          | Anversa      | Bosuilstadion                  | 4º posto in Pro League  |
| Cercle Bruges    | Bruges       | Stadio Jan Breydel             | 13º posto in Pro League |
| Charleroi        | Charleroi    | Stade du Pays de Charleroi     | 9º posto in Pro League  |
| Club Bruges      | Bruges       | Stadio Jan Breydel             | 2º posto in Pro League  |
| Eupen            | Eupen        | Kehrwegstadion                 | 12º posto in Pro League |
| Genk             | Genk         | Luminus Arena                  | Campione del Belgio     |
| Gent             | Gent         | Ghelamco Arena                 | 5º posto in Pro League  |
| Kortrijk         | Courtrai     | Guldensporenstadion            | 8º posto in Pro League  |
| Malines          | Malines      | Argosstadion Achter de Kazerne | 1º posto in Division 1B |
| Ostenda          | Ostenda      | Versluys Arena                 | 14º posto in Pro League |
| R.E. Mouscron    | Mouscron     | Stadio Le Canonnier            | 10º posto in Pro League |
| Sint-Truiden     | Sint-Truiden | Stayen                         | 7º posto in Pro League  |
| Standard Liegi   | Liegi        | Sclessin Stadion               | 3º posto in Pro League  |
| Waasland-Beveren | Beveren      | Freethiel Stadion              | 15º posto in Pro League |
| Zulte Waregem    | Waregem      | Regenboogstadion               | 11º posto in Pro League |

## Allenatori e primatisti
| Squadra          | Allenatore | Calciatore più presente | Cannoniere |
| ---------------- | --- | ----------------------- | ---------- |
| Anderlecht       | Vincent Kompany e Simon Davies (fino al 03/10/19) Jonas De Roeck (dal 03/10/19 e fino all'08/10/19) Franky Vercauteren (dall'08/10/19) |                         |            |
| Anversa          | László Bölöni |                         |            |
| Cercle Bruges    | Fabien Mercadal (fino al 07/10/19) Bernd Storck (dall'08/10/19)                                                                        |                         |            |
| Charleroi        | Karim Belhocine |                         |            |
| Club Bruges      | Philippe Clement |                         |            |
| Eupen            | Beñat San José |                         |            |
| Genk             | Felice Mazzù (fino al 12/11/19) Hannes Wolf (dal 13/11/19)                                                                             |                         |            |
| Gent             | Jess Thorup |                         |            |
| Kortrijk         | Yves Vanderhaeghe |                         |            |
| Malines          | Wouter Vrancken |                         |            |
| Ostenda          | Kåre Ingebrigtsen (fino al 28/12/19) Dennis van Wijk (dal 31/12/19 e fino al 02/03/20) Adnan Čustović (dal 03/03/20)                   |                         |            |
| R.E. Mouscron    | Bernd Hollerbach (fino al 05/02/20) Philippe Saint-Jean (dal 05/02/20 e fino al 25/02/20) Bernd Hollerbach (dal 25/02/20)              |                         |            |
| Sint-Truiden     | Marc Brys (fino al 25/11/19) Nicky Hayen (dal 25/11/19 e fino al 02/01/20) Miloš Kostić (dal 02/01/20)                                 |                         |            |
| Standard Liegi   | Michel Preud'homme |                         |            |
| Waasland-Beveren | Adnan Čustović (fino al 02/09/19) Arnauld Mercier (dal 02/09/19 e fino al 23/02/20) Dirk Geeraerd (dal 23/02/20)                       |                         |            |
| Zulte Waregem    | Francky Dury |                         |            |

## Classifica finale
Fonte
|       | Pos. | Squadra          | Pt | G  | V  | N  | P  | GF | GS | DR  |
| ----- | ---- | ---------------- | -- | -- | -- | -- | -- | -- | -- | --- |
|       | 1.   | Club Bruges      | 70 | 29 | 21 | 7  | 1  | 58 | 14 | +44 |
|       | 2.   | Gent             | 55 | 29 | 16 | 7  | 6  | 59 | 34 | +25 |
|       | 3.   | Charleroi        | 54 | 29 | 15 | 9  | 5  | 49 | 23 | +26 |
| [ 3 ] | 4.   | Anversa          | 53 | 29 | 15 | 8  | 6  | 49 | 32 | +17 |
|       | 5.   | Standard Liegi   | 49 | 29 | 15 | 6  | 8  | 47 | 32 | +15 |
|       | 6.   | Malines          | 44 | 29 | 13 | 5  | 11 | 46 | 43 | +3  |
|       | 7.   | Genk             | 44 | 29 | 13 | 5  | 11 | 45 | 42 | +3  |
|       | 8.   | Anderlecht       | 43 | 29 | 11 | 10 | 8  | 45 | 29 | +16 |
|       | 9.   | Zulte Waregem    | 36 | 29 | 10 | 6  | 13 | 41 | 49 | -8  |
|       | 10.  | R.E. Mouscron    | 36 | 29 | 9  | 9  | 11 | 38 | 40 | -2  |
|       | 11.  | Kortrijk         | 33 | 29 | 9  | 6  | 14 | 40 | 44 | -4  |
|       | 12.  | Sint-Truiden     | 33 | 29 | 9  | 6  | 14 | 33 | 50 | -17 |
|       | 13.  | Eupen            | 30 | 29 | 8  | 6  | 15 | 28 | 51 | -23 |
|       | 14.  | Cercle Bruges    | 23 | 29 | 7  | 2  | 20 | 27 | 54 | -27 |
|       | 15.  | Ostenda          | 22 | 29 | 6  | 4  | 19 | 29 | 58 | -29 |
| [ 4 ] | 16.  | Waasland-Beveren | 20 | 29 | 5  | 5  | 19 | 21 | 60 | -39 |

Legenda:
      Campione del Belgio e ammessa alla fase a gironi della UEFA Champions League 2020-2021
      Ammessa al terzo turno di qualificazione (percorso piazzate) della UEFA Champions League 2020-2021
      Ammessa alla fase a gironi della UEFA Europa League 2020-2021
      Ammessa al terzo turno di qualificazione della UEFA Europa League 2020-2021
      Ammessa al secondo turno di qualificazione della UEFA Europa League 2020-2021
      Retrocessa in Division 1B.
Note:

Tre punti a vittoria, uno a pareggio, zero a sconfitta.
La classifica viene stilata secondo i seguenti criteri:
- Punti conquistati
- Partite vinte
- Differenza reti generale
- Reti totali realizzate
- Reti realizzate fuori casa
- Partite vinte in trasferta
- Spareggio

### Risultati
Nota: il campionato si è giocato fino al 7 marzo 2020 ed è stato sospeso definitivamente il 15 maggio successivo. Di conseguenza non sono state disputate né le partite rimanenti della stagione regolare né quelle della fase play-off.
|                  | And  | Anv     | CeB     | Cha     | ClB     | Eup     | Gnk     | Gnt     | Kor     | Mal     | Ost     | REM     | STr     | StL     | WaB     | ZWa     |
| ---------------- | ---- | ------- | ------- | ------- | ------- | ------- | ------- | ------- | ------- | ------- | ------- | ------- | ------- | ------- | ------- | ------- |
| Anderlecht       | –––– | 1-2     | 2-1     | 0-0     | 1-2     | 6-1     | 2-0     | 3-3     | 0-0     | 0-0     | 1-2     | 1-0     | 4-1     | 1-0     | 0-0     | 7-0     |
| Anversa          | 0-0  | –––– \| | 3-1     | 1-1     | 2-1     | 1-0     | 1-1     | 3-2     | 3-1     | 1-0     | 3-1     |         | 2-0     | 2-2     | 4-1     | 2-1     |
| Cercle Bruges    | 1-2  | 0-2     | –––– \| | 0-3     | 0-2     | 1-2     | 1-2     | 1-0     | 1-3     | 3-2     |         | 2-2     | 2-1     | 0-2     | 1-0     | 2-0     |
| Charleroi        | 1-2  | 2-1     | 3-0     | –––– \| | 0-0     | 1-0     | 2-1     | 1-1     |         | 2-1     | 5-0     | 1-0     | 0-3     | 2-0     | 2-0     | 4-0     |
| Club Bruges      | 2-1  | 1-0     | 2-1     | 1-0     | –––– \| | 0-0     | 1-1     | 4-0     | 3-0     | 3-0     | 2-0     | 1-0     | 6-0     | 1-1     | 2-1     | 4-0     |
| Eupen            | 0-0  | 1-4     | 1-0     | 1-1     |         | –––– \| | 2-0     | 2-3     | 1-2     | 0-2     | 1-0     | 2-1     | 0-2     | 1-2     | 1-1     | 1-1     |
| Genk             | 1-0  | 2-2     | 1-0     | 1-0     | 1-2     | 2-1     | –––– \| | 0-2     | 2-1     |         | 3-1     | 2-1     | 1-2     | 1-3     | 4-1     | 0-2     |
| Gent             | 1-1  | 1-1     | 3-2     | 1-4     | 1-1     | 6-1     | 4-1     | –––– \| | 2-0     | 3-0     | 2-0     | 3-1     | 4-1     | 3-1     | 2-0     | 2-0     |
| Kortrijk         | 4-2  | 0-1     | 1-0     | 1-1     | 2-2     | 1-2     | 0-1     | 0-2     | –––– \| | 2-3     | 2-2     | 1-2     | 4-0     | 3-1     | 1-3     | 2-0     |
| Malines          | 2-0  | 3-1     | 3-1     | 2-2     | 0-5     | 1-1     | 3-1     | 0-3     | 1-1     | –––– \| | 1-0     | 2-2     | 1-2     | 2-3     | 4-0     | 0-2     |
| Ostenda          | 3-2  | 1-1     | 3-1     | 0-1     | 0-2     | 2-3     | 2-4     | 2-1     | 0-3     | 2-1     | –––– \| | 2-2     | 1-0     | 1-4     | 0-1     | 1-1     |
| R.E. Mouscron    | 0-0  | 3-1     | 0-1     | 1-1     | 0-1     | 2-0     | 2-2     | 2-1     | 2-0     | 1-2     | 3-1     | –––– \| | 1-3     | 2-2     | 1-0     | 2-2     |
| Sint-Truiden     |      | 1-1     | 0-1     | 1-3     | 1-2     | 5-2     | 0-1     | 0-0     | 2-0     | 0-3     | 1-0     | 0-1     | –––– \| | 2-1     | 1-1     | 0-0     |
| Standard Liegi   | 1-1  | 1-0     | 2-1     | 1-1     | 0-0     | 3-0     | 1-0     | 0-1     | 2-1     | 1-2     | 2-1     | 4-1     | 0-0     | –––– \| | 2-0     | 4-0     |
| Waasland Beveren | 0-3  | 0-4     | 1-1     | 0-4     | 1-3     | 0-1     | 0-4     |         | 1-2     | 1-3     | 3-1     | 1-1     | 1-0     | 2-1     | –––– \| | 1-2     |
| Zulte Waregem    | 1-2  | 2-0     | 6-0     | 3-1     | 0-2     | 1-0     | 0-3     | 2-2     | 2-2     | 0-2     | 2-0     | 1-2     | 5-1     |         | 5-0     | –––– \| |

## Statistiche

### Individuali

#### Classifica marcatori
| Gol |  |  | Giocatore         | Squadra       |
| --- |  |  | ----------------- | ------------- |
| 18  |  |  | Dieumerci Mbokani | Anversa       |
| 18  |  |  | Jonathan David    | Gent          |
| 13  |  |  | Hans Vanaken      | Club Bruges   |
| 12  |  |  | Kaveh Rezaei      | Charleroi     |
| 11  |  |  | Lior Refaelov     | Anversa       |
| 10  |  |  | Roman Yaremchuk   | Gent          |
| 10  |  |  | Michel Vlap       | Anderlecht    |
| 10  |  |  | Igor de Camargo   | Malines       |
| 9   |  |  | Gianni Bruno      | Zulte Waregem |